# المنصف الأزعر
المنصف الأزعر (ولد في 24 مايو 1942 بتونس العاصمة، وتوفي في 25 نوفمبر 2018،) هو ممثل وكاتب سيناريو ومسرحي تونسي.

## أعماله

### المسلسلات
- 1973: دنيا وعبدو.
- 1976: الزورق الصغير من إخراج عبد الرزاق الحمامي.
- 1980: حكايتي مع الرمّال من إخراج عبد الرزاق الحمامي.
- 1993: العاصفة من إخراج عبد القادر الجربي.
- 1994: غادة من إخراج محمد الحاج سليمان : بدور ضابط شرطة.
- 1995: الحصاد من إخراج عبد القادر الجربي : بدور فتحي.
- 2005: شرع الحب (قصة وسيناريو وحوار) وممثل وإخراج حمادي عرافة : بدور رشيد المحامي.
- 2011: نجوم الليل3 من إخراج مهدي نصرة : بدور الناصر.
- مالك بن أنس إمام دار الهجرة.

### المسرح
- الملائكة.
- الليل آه يا ليل من إخراج نور الدين شوشان.
- بابا وعندو بوه.

## روابط خارجية
- المنصف الأزعر على موقع IMDb (الإنجليزية)
- المنصف الأزعر على موقع قاعدة بيانات الأفلام العربية